# Úněšov
Úněšov är en ort i Tjeckien.   Den ligger i regionen Plzeň, i den västra delen av landet, 90 km väster om huvudstaden Prag. Úněšov ligger 526 meter över havet och antalet invånare är 544.
Terrängen runt Úněšov är lite kuperad, och sluttar söderut. Runt Úněšov är det ganska glesbefolkat, med 29 invånare per kvadratkilometer. Närmaste större samhälle är Stříbro, 17,8 km sydväst om Úněšov. Omgivningarna runt Úněšov är en mosaik av jordbruksmark och naturlig växtlighet.